# Memoria secuencial
La memoria de acceso secuencial son memorias en las cuales para acceder a un registro en particular se tienen que leer registro por registro desde el inicio hasta alcanzar el registro particular que contiene el dato que se requiere. Estas memorias se clasifican en:
- Registros de desplazamiento
- Dispositivos por acoplamiento por carga
- Memorias de burbuja

## Ejemplo
Ejemplos de memorias secuenciales son los casetes o las cintas, ya que para acceder a un dato es necesario pasar por lo anterior. Es decir, si lo que buscamos está en el metro 3 de la cinta, el lector tiene que recorrer esos 3 metros hasta llegar al punto clave.